# Конневеси
Конневеси (фин. Konnevesi) — община в провинции Центральная Финляндия, Финляндия. Общая площадь территории — 680,96 км², из которых 167,95 км² — вода.

## Демография
На 31 января 2011 года в общине Конневеси проживают 2962 человека: 1528 мужчин и 1434 женщины.
Финский язык является родным для 99,43 % жителей, шведский — для 0 %. Прочие языки являются родными для 0,57 % жителей общины.
Возрастной состав населения:
- до 14 лет — 14,82 %
- от 15 до 64 лет — 60,06 %
- от 65 лет — 25,15 %

Изменение численности населения по годам:
| Год  | Численность |
| ---- | ----------- |
| 1980 | 3541        |
| 1990 | 3435        |
| 2000 | 3217        |
| 2010 | 2963        |
| 2011 | 2962        |